# 石神よう子
石神 よう子（いしがみ ようこ、　1983年4月3日 - ）は、千葉県生まれのキャスター、ヨガインストラクター。

## 略歴
- 2008年9月1日～12月31日 第10期ウェザーニューズお天気キャスターとして「おは天」関東地区担当のお天気キャスターを務める。
- 2009年3月～　トトワンドリームTVで司会を務める。
- 2009年3月22日～2010年3月　ダホンガール（２期生）
- 2010年2月　芸名を「石神陽子」から「石神よう子」に改名[1]。

## その他
姉がいる。

## 主な活動

### インターネット番組
- おは天（2008年9月1日～12月31日　ウェザーニューズ）※第10期関東地区担当
- トトワンドリームTV　司会
- 競馬女子部ブログ　担当

### イベント
- ダホンガール（折りたたみ自転車DAHONのイメージガール）
- グリーンチャンネルサマースペシャルナビゲーター（夏特番のナビゲーターとして新潟・小倉競馬場を紹介。番宣も担当。）

### 雑誌
- 千葉市情報誌「あでるは」表紙
- 週末バンザイ！Vol.02
- BICYCLE NAVI No.37
- Bicycle magazine vol.14
- Spopre vol.73
- 自転車生活
- 月刊Jリーグサッカーキング『ヨーコのLOVE FOOTBALL』連載中
- 雑誌ネット“私のおすすめ”コーナーを担当中